# Kévin Tillie
Kévin Peter Patrice Tillie (ur. 2 listopada 1990 w Cagnes-sur-Mer) – francuski siatkarz, grający na pozycji przyjmującego, reprezentant kraju.
Jego ojciec to Laurent Tillie obecnie trener męskiej reprezentacji Japonii w siatkówce. Bracia Kévina, Killian i Kim, są koszykarzami.
W lipcu 2017 roku poślubił siatkarkę Annę Diakiewicz.

## Przebieg kariery
| Lata                 | Klub                             |                   |                   |                   |                   |                   |                   |                   |                   |                   |
| Kariera juniorska    | Kariera juniorska                | Kariera juniorska | Kariera juniorska | Kariera juniorska | Kariera juniorska | Kariera juniorska | Kariera juniorska | Kariera juniorska | Kariera juniorska | Kariera juniorska |
| -------------------- | -------------------------------- | ----------------- | ----------------- | ----------------- | ----------------- | ----------------- | ----------------- | ----------------- | ----------------- | ----------------- |
| 2007–2009            | CNVB                             |                   |                   |                   |                   |                   |                   |                   |                   |                   |
| 2009–2011            | Thompson Rivers University       |                   |                   |                   |                   |                   |                   |                   |                   |                   |
| Kariera seniorska    |                                  |                   |                   |                   |                   |                   |                   |                   |                   |                   |
| 2011–2013            | University of California, Irvine |                   |                   |                   |                   |                   |                   |                   |                   |                   |
| 2013–2014            | CMC Rawenna                      |                   |                   |                   |                   |                   |                   |                   |                   |                   |
| 2014–2015            | Arkas Spor Izmir                 |                   |                   |                   |                   |                   |                   |                   |                   |                   |
| 2015–2017            | ZAKSA Kędzierzyn-Koźle           |                   |                   |                   |                   |                   |                   |                   |                   |                   |
| 2017–2017            | Jastrzębski Węgiel               |                   |                   |                   |                   |                   |                   |                   |                   |                   |
| 2017–2019            | Beijing BAIC Motors              |                   |                   |                   |                   |                   |                   |                   |                   |                   |
| 2019 (od 07.03.2019) | Azimut Modena                    |                   |                   |                   |                   |                   |                   |                   |                   |                   |
| 2019–2020            | Verva Warszawa Orlen Paliwa      |                   |                   |                   |                   |                   |                   |                   |                   |                   |
| 2020–2021            | Top Volley Cisterna              |                   |                   |                   |                   |                   |                   |                   |                   |                   |
| 2021–2022            | Tours VB                         |                   |                   |                   |                   |                   |                   |                   |                   |                   |
| 2022–                | Projekt Warszawa                 |                   |                   |                   |                   |                   |                   |                   |                   |                   |

## Sukcesy klubowe
Liga turecka:
- 2015

Liga polska:
- 2016, 2017
- 2024[3], 2025[4]

Puchar Polski:
- 2017

Liga chińska:
- 2018, 2019

Puchar CEV:
- 2022[5]

Liga francuska:
- 2022[6]

Puchar Challenge:
- 2024[7]

## Sukcesy reprezentacyjne
Mistrzostwa Europy Juniorów:
- 2008

Liga Światowa:
- 2015
- 2016

Memoriał Huberta Jerzego Wagnera:
- 2017
- 2015, 2018

Mistrzostwa Europy:
- 2015

Liga Narodów:
- 2018
- 2021

Igrzyska Olimpijskie:
- 2020, 2024[8]

## Nagrody indywidualne
- 2017: Najlepszy przyjmujący Pucharu Polski

## Odznaczenia
- Chevalier Orderu Legii Honorowej – 2021[9]
- Officier Orderu Narodowego Zasługi – 2024[10]